# North American Islamic Trust
North American Islamic Trust (NAIT) ist eine saudi-unterstützte islamische Wohltätigkeitsorganisation (Waqf) in den Vereinigten Staaten. Sie wurde 1971 gegründet, mit Sitz in Plainfield, Indiana, USA. Viele der von Einwanderern, die in den 1960er Jahren in die USA kamen, gegründeten muslimischen Institutionen haben ihre Wurzeln in der Muslim Students Association (MSA), in der sie College-Aktivisten waren. Wie auch manche andere nordamerikanische islamische Institutionen soll sie von US-amerikanischen Anhängern der Muslimbruderschaft gegründet worden sein. Sie ist Mitglied des Dachverbandes der Islamic Society of North America (ISNA). Als Waqf besitzt der NAIT Eigentumsrechte an den Immobilien von islamischen Zentren und Schulen in mehr als vierzig US-Bundesstaaten.

## American Trust Publications
American Trust Publications (ATP) ist ein 1976 vom North American Islamic Trust (NAIT) gegründetes Verlagshaus.

## Islamic Book Service
Der Islamic Book Service (IBS) wird vom North American Islamic Trust (NAIT)  betrieben.